# Тьоте, Шейк
Шейк Исмаэ́ль Тьоте́ (фр. Cheick Ismaël Tioté; 21 июня 1986[…], Ямусукро — 5 июня 2017, Пекин) — ивуарийский футболист, опорный полузащитник.

## Клубная карьера

### Ранние годы
Тьоте родился в Ямусукро, рос в бедности. В десять лет Шейк увлёкся футболом и много времени проводил в играх со сверстниками на улице. Около пяти лет он не мог позволить себе купить обувь и потому играл босиком. Лишь в пятнадцать лет Тьоте получил свою первую пару футбольных бутс. На родине Тьоте выступал за скромный клуб «Бибо», где его и заметили скауты бельгийского «Андерлехта».

### Карьера в Бельгии и Нидерландах
В 2005 году Тьоте переехал в Бельгию и стал игроком «Андерлехта». Поначалу он выступал за молодёжный состав, изредка привлекался к играм основной команды. Профессиональный дебют ивуарийца состоялся 10 ноября 2005 года в кубковом матче против «Гела». Тьоте вышел на замену уже в добавленное время матча и не забил пенальти в послематчевой серии, из-за чего его команда выбыла из розыгрыша турнира. 6 декабря 2005 года Шейк вышел в основном составе «Андерлехта» на матч Лиги чемпионов против «Бетиса», в котором бельгийский клуб одержал победу со счётом 1:0. Всего за два сезона, проведённых в «Андерлехте», Тьоте принял участие лишь в семи официальных матчах.
В сезоне 2007/08 Тьоте играл на правах аренды за нидерландскую «Роду». Он сумел закрепиться в основном составе этого клуба и провёл хороший сезон, сыграв 26 матчей и забив 2 гола в чемпионате Нидерландов. В июне 2008 года Шейк перешёл в нидерландский клуб «Твенте», уже на постоянной основе. В этой команде, которую тренировал бывший наставник сборной Англии Стив Макларен, Тьоте не имел стабильного места в стартовом составе, но играл регулярно, часто выходя на замены. В 2010 году он помог команде выиграть чемпионат и Суперкубок Нидерландов.

### «Ньюкасл Юнайтед»
Летом 2010 года, после чемпионата мира, Тьоте интересовалось сразу несколько английских клубов, среди которых назывались «Эвертон», «Вест Бромвич Альбион» и «Ньюкасл Юнайтед». 22 августа ивуариец получил разрешение на работу в Великобритании и перешёл в «Ньюкасл», заплативший за него около 3,5 млн евро. 18 сентября 2010 года Тьоте дебютировал в Премьер-лиге в матче против «Эвертона». Вскоре ивуариец составил в центре поля связку с капитаном «Ньюкасла» Кевином Ноланом. Сам Нолан высоко отзывался о Шейке, называя его одним из лучших игроков в команде. В феврале 2011 года Тьоте подписал с клубом новый контракт, рассчитанный на шесть с половиной лет.
Осенью 2013 года Тьоте в нескольких матчах выводил «Ньюкасл» на поле в качестве капитана команды. Летом 2014 года он был официально назначен одним из вице-капитанов команды. Сезон 2014/15 ивуариец начал на привычном высоком уровне, но публично выразил желание покинуть команду, заявив, что нуждается в новых вызовах. По словам самого футболиста, интерес к нему проявлял лондонский «Арсенал», также сообщалось, что итальянский клуб «Наполи» готов отдать за Шейка 12 млн евро, однако тренер «Ньюкасла» Алан Пардью отказался расставаться с одним из ведущих игроков своей команды, посчитав сумму отступных недостаточной. В феврале 2015 года Тьоте, выступая за сборную на Кубке африканских наций, серьёзно травмировал колено. Из-за травмы он пропустил остаток сезона.
Английские СМИ называли уход Тьоте из «Ньюкасла» летом 2015 года высоковероятным, однако футболист, ещё не полностью оправившийся после травмы, остался в клубе. Новый тренер клуба Стив Макларен, уже работавший с Шейком в «Твенте», говорил, что рассчитывает на ивуарийца. К октябрю 2015 года Тьоте вернулся в строй, но ещё долго не мог набрать форму и закрепиться в основном составе «Ньюкасла», который в это время демонстрировал слабую игру и закрепился в нижней части турнирной таблицы. В феврале 2016 года ивуариец был близок к переходу в один из китайских клубов, однако руководство «Ньюкасла» в последний момент отказалось продавать игрока. С приходом на должность главного тренера клуба Рафаэля Бенитеса в марте 2016 года Шейк вновь получил место в стартовом составе клуба.

### «Бэйцзин Энтерпрайзес»
В зимнее трансферное окно 2017 года Тьоте был близок к переходу в китайский клуб «Шаньдун Лунэн», но 7 февраля заключил двухлетний контракт с другой командой из Китая — «Бэйцзин Энтерпрайзес». 11 марта в матче против «Циндао Хайню» он дебютировал за новую команду. Последний матч сыграл 3 июня против «Баодин Иньли Итун» (4:2).

## Карьера в сборной
В 2009 году дебютировал в составе национальной сборной Кот-д’Ивуара. В 2010 году был включён в заявку сборной на чемпионат мира.

## Смерть
Днём 5 июня 2017 года 30-летний Тьоте потерял сознание на тренировке клуба «Бэйцзин Энтерпрайзес», был срочно доставлен в больницу, где врачи констатировали его смерть.
13 июня в Пекине была устроена церемония прощания с Тиоте перед отправкой тела в Кот-д’Ивуар. На церемонию прибыли многие бывшие товарищи по команде, в частности Паписс Сиссе, который играл с Тиоте в «Ньюкасле». 24 июня «Бэйцзин Энтерпрайзес» закрепил за игроком его 24-й номер.

## Игровая характеристика
Тьоте играл в центре полузащиты, обычно действовал на позиции опорного полузащитника. Его отличала агрессивная, консервативная манера игры. Тьоте был сильным, атлетичным футболистом, отличавшимся хорошей выносливостью. В игре ивуариец выполнял большой объём работы в обороне, подстраховывая центральных защитников, участвуя в прессинге и отбирая мяч в середине поля, отличался хорошим пасом. В завершающей стадии атаки он участвовал редко. Сыграв более 150-ти матчей за «Ньюкасл», Тьоте забил лишь один гол.

## Достижения
Твенте
- Чемпион Нидерландов: 2009/10
- Обладатель Суперкубка Нидерландов: 2010

Сборная Кот-д`Ивуара
- Обладатель Кубка африканских наций: 2015

## Статистика
| Выступление          | Выступление      | Выступление      | Лига | Лига | Кубки | Кубки | Еврокубки | Еврокубки | Итого | Итого |
| Клуб                 | Лига             | Сезон            | Игры | Голы | Игры  | Голы  | Игры      | Голы      | Игры  | Голы  |
| -------------------- | ---------------- | ---------------- | ---- | ---- | ----- | ----- | --------- | --------- | ----- | ----- |
| Андерлехт            | Лига Жюпитер     | 2005/2006        | 2    | 0    | 1     | 0     | 1         | 0         | 4     | 0     |
| Андерлехт            | Лига Жюпитер     | 2006/2007        | 2    | 0    | 1     | 0     | 0         | 0         | 3     | 0     |
| Андерлехт            | Итого            | Итого            | 4    | 0    | 2     | 0     | 1         | 0         | 7     | 0     |
| Рода                 | Эредивизи        | 2007/2008        | 26   | 0    | 2     | 0     | 2         | 0         | 30    | 0     |
| Твенте               | Эредивизи        | 2008/2009        | 28   | 0    | 3     | 0     | 10        | 0         | 41    | 0     |
| Твенте               | Эредивизи        | 2009/2010        | 28   | 1    | 3     | 0     | 12        | 0         | 43    | 1     |
| Твенте               | Эредивизи        | 2010/2011        | 2    | 0    | 1     | 0     | 0         | 0         | 3     | 0     |
| Твенте               | Итого            | Итого            | 58   | 1    | 7     | 0     | 22        | 0         | 87    | 1     |
| Ньюкасл Юнайтед      | Премьер-лига     | 2010/2011        | 26   | 1    | 2     | 0     | 0         | 0         | 28    | 1     |
| Ньюкасл Юнайтед      | Премьер-лига     | 2011/2012        | 24   | 0    | 0     | 0     | 0         | 0         | 24    | 0     |
| Ньюкасл Юнайтед      | Премьер-лига     | 2012/2013        | 24   | 0    | 1     | 0     | 6         | 0         | 31    | 0     |
| Ньюкасл Юнайтед      | Премьер-лига     | 2013/2014        | 33   | 0    | 3     | 0     | 0         | 0         | 36    | 0     |
| Ньюкасл Юнайтед      | Премьер-лига     | 2014/2015        | 11   | 0    | 1     | 0     | 0         | 0         | 12    | 0     |
| Ньюкасл Юнайтед      | Премьер-лига     | 2015/2016        | 20   | 0    | 2     | 0     | 0         | 0         | 22    | 0     |
| Ньюкасл Юнайтед      | Чемпионшип       | 2016/2017        | 1    | 0    | 2     | 0     | 0         | 0         | 3     | 0     |
| Ньюкасл Юнайтед      | Итого            | Итого            | 139  | 1    | 11    | 0     | 6         | 0         | 156   | 1     |
| Бэйцзин Энтерпрайзес | Первая лига      | 2017             | 11   | 0    | 0     | 0     | 0         | 0         | 11    | 0     |
| Всего за карьеру     | Всего за карьеру | Всего за карьеру | 238  | 2    | 22    | 0     | 31        | 0         | 291   | 2     |

1. ↑  В графу «Кубки» входят игры и голы в национальных кубках, кубках лиги и суперкубках.
2. ↑  В графу «Еврокубки» входят игры и голы в европейских международных клубных турнирах.